# Marielund, Helsingborgs kommun
Marielunds herrgård är en herrgård belägen norr om Mörarp i Mörarps socken i Helsingborgs kommun.
Gården skapades genom en avstyckning från Rosenlunds gård år 1811. Den avstyckade arealen var på omkring 200 hektar och den nya gården fick namnet Lydestad. Namnet ändrades till Marielund efter dåvarande ägarinnan Ebba Marie Lagerbring. Huvudbyggnaden uppfördes 1882 i nordisk nyrenässans av dåvarande ägaren friherre Melker Fredrik Falkenberg, ryttmästare vid Skånska husarregementet 1849–60.  Marielund har 200 ha åker och omges av åkrar, ängar och bokskog. Gårdens ägare bor i huvudbyggnaden övriga bostäder hyrs ut. Det har under många år bedrivits hästuppfödning

## Ägare
- 1755-1760 Svend Bring (adlades Lagerbring)
- 1760-1828 Ebba Marie Lagerbring (dotter) gift med Otto Julius von Schwerin
- 1828-1855 Carl Gustav von Schwerin (son)
- 1855- 1866 Ottiliana Augusta von Schwerin (dotter) gift med Anders Gabriel Rålamb
- 1866-1885 Melker Falkenberg
- 1885- 1950 Gustaf Falkenberg (son) gift med Elisabeth Julia Hegel
- 1950-1957 Elisabeth Julia Hegel omgift med doktor Lindholm
- 1957-1985 Kjell Eric Hofvendahl gift med Hye Åkerlund
- 1985 -  Kjell Peter Anders Hofvendahl (son) och Maria Hofvendahl Svensson, född Bloom